# Photodimerisierung
Eine Photodimerisierung  ist in der organischen Chemie eine unter Lichteinfluss ablaufende chemische Reaktion, bei der sich aus zwei ungesättigten Verbindungen eine neue cyclische Verbindung bildet. Die stereoselektive Bildung von trans-Tricyclo[5.3.0.02,6]decan durch photochemische Dimerisierung von Cyclopenten ist ein einfaches Beispiel für eine solche Reaktion:
Die Reaktion verläuft mit 55%iger Ausbeute.
Die Photodimerisierung zählt zu den photochemischen [2+2]-Cycloadditionen. Entsprechend den Woodward-Hoffmann-Regeln verläuft die Reaktion suprafacial.